# Крейг Бенсон (плавець)
Крейг Бенсон (англ. Craig Benson, 30 квітня 1994) — британський плавець.
Учасник Олімпійських Ігор 2012, 2016 років.
Призер літньої Універсіади 2015 року.